# Леоньково (Ярославская область)
Лео́ньково —  упразднённая в 2000 году деревня в Даниловском районе Ярославской области России.

## География
Находилась в 37 км от Данилова в 3 км от автомобильной дороги Череповец-Данилов.

## История
Упразднена официально Постановлением Государственной Думы Ярославской области от 28 ноября 2000 года № 148 «Об исключении из учётных данных населённых пунктов Даниловского района Ярославской области».